# 犬飼貴丈
犬飼貴丈（日语：／ Inukai Atsuhiro，1994年6月13日—）是日本德島縣出身的男性演員。經紀公司為Burning Production。
身高176cm。體重56公斤。O型血型。

## 經歷
2012年，贏得了第25屆JUNON SUPER BOY美男子選拔賽最高獎。
2014年，首次出演電視劇碧海長夏 。
2017年，首度主演朝日電視台的平成假面騎士系列特攝劇《假面騎士Build》飾演主角「桐生戰兔（葛城巧）/假面騎士Build」，同時二飾配角佐藤太郎。
2018年8月，首次單獨主演電影《假面騎士Build劇場版：Be The One》。
2019年上半年，首度演出NHK早間影集《夏空》（NHK）。同年10月，首次擔任綜藝節目《雙人床》（TBS電視台）的MC。
2019年7月，主演電影《GOZEN-純戀之劍-》（2019年7月5日、東映),飾演青山凛ノ介。 
2020年8月，與龍星涼共同主演電影《碧藍之海劇場版》。同年10月，開設了自己的YouTube頻道「THE犬飼」，但截至2022年後未有再更新。
2021年，他在NHK大河劇《直衝青天》（NHK）中出演福地源一郎，並主演了電視劇《絕對會變成BL的世界VS絕不想變成BL的男人》第1季。
2022年4月至12月，他成為綜藝節目《ポップUP!》的周三常駐嘉賓。
2022年參演了電視劇《金魚妻》(Netflix)、《白飯修行僧》、《新・信長公記》，並主演了《-50kg的灰姑娘》和《絕對會變成BL的世界VS絕不想變成BL的男人》第2季。。
2023年1月開始，他成為綜藝節目《Poka Poka》（富士電視台）的周五常駐嘉賓，並與同時加入周五常駐的兒嶋一哉自稱組合「InuKoji」。
2023年，主演了《ひともんちゃくなら喜んで!》，飾演佐京紫織，參演了《窮途末路的我們》、《最高的教師》及《最好的學生》等電視劇。
2023年4月13日，他宣布因健康狀況不佳而休息。據透露，他的身體狀況不佳是由帶狀皰疹引起的[11]。 4月21日，休息一周後，他回到週五常客的《Poka Poka》，恢復活動。
2023年4月，主演了電視劇《絕對會變成BL的世界VS絕不想變成BL的男人 2024》、《我們的餐桌》(與飯島寛騎雙主演)。
2024年2月，參演劇本殺電影《劇場版 マーダー★ミステリー 探偵・斑目瑞男の事件簿 鬼灯村伝説 呪いの血》,電影以劇本殺形式即興進行。
2024年，參演了電視劇《95》及《花咲舞不會沉默》(2024版)等。
2024年8月，主演《完璧ワイフによる完璧な復讐計画》（中村ゆりか雙主演)。

## 生平
畢業於富岡西高等学校。
小學時參加棒球社，中學時期則曾經參加過陸上部（田徑部），曾得過德島縣內的獎項。
興趣是聽音樂，看DVD。擅長彈吉他和110米跨欄。
《假面騎士Build》試鏡途中，取得電單車駕照。不過因安全理由，拍攝時都會牽引電單車，所以本人沒有駕駛機會。
由於要演出潛水主題的電影《碧藍之海》而考了潛水證照，但本人不會游泳，是旱鴨子。
2023年參與《poka poka》的錄製（周五常駐嘉賓)，意外發現了有凌波舞（Limbo）的才能，在《poka poka》中有自己的凌波舞環節。
經營了Youtube頻道《The犬飼》,分享自己的生活，包括烹饪、購物開箱、抽遊戲卡等,但已久未更新。
2024年，在Voicy也開設了頻道《The 犬飼》，以聲音分享生活中的事物及想法。

## 演出作品

### 電視劇
- 碧海長夏（2014年6月30日 － 8月29日，東海電視台） - 飾演 新垣航太（17歳）
- 彼得的葬禮（2014年7月7日 － 9月15日，TBS） - 飾演 野本敦弘
- 美人圈套〜残花缭乱〜（2015年1月8日 － 3月12日，TBS） - 飾演 西田良介
- 歡迎光臨本飯店（2015年7月7日 － 9月22日，TBS） - 飾演 池上陸
- 婚禮前的日子（2015年10月13日 － 12月15日，TBS） - 飾演 島崎耕平
- 直美與加奈子（2016年1月14日 － 3月17日，富士電視台） - 飾演 手塚快晴
- OUR HOUSE（2016年4月17日 － 6月12日，富士電視台） - 飾演 鏡准一
- 中年超人左江內氏（2017年1月14日 － 3月18日，日本電視台） - 飾演 佐野三郎
- 假面騎士系列（朝日電視台）
  - 假面騎士EX-AID 第44話 （2017年8月20日） - 飾演 假面騎士Build（聲）
  - 假面騎士Build（2017年9月3日 － 2018年8月26日） - 主演・桐生戰兔（葛城巧）/ 假面騎士Build（聲）/ 佐藤太郎
  - 假面騎士ZI-O（2018年9月2日 － 2018年9月9日）- 飾演 桐生戰兔（葛城巧）/ 假面騎士Build（聲）
- 非獸性男女（2018年10月10日 － 2018年12月12日）- 飾演 上野發
- 夏空（2019年，NHK） - 飾演 山田陽平
- 殘念刑警（日语：おしい刑事#テレビドラマ）（2019年5月5日 － 26日，NHK BS Premium） - 飾演 横出徹
- Runway 24（2019年7月7日 － 9月22日，朝日電視台） - 飾演 海野大介
- 24 JAPAN 第1話－第5話（2020年10月9日 － 11月6日，朝日電視台）- 飾演 鮫島剛
- Oh! My Boss!戀愛在別冊（2021年1月12日 － 3月16日，TBS） - 飾演 日置健也
- 仍是殘念刑警（日语：おしい刑事#テレビドラマ）（2021年3月7日 － 4月25日，NHK BS Premium） - 飾演 横出徹
- 絕對會變成BL的世界VS絕不想變成BL的男人（朝視頻道1）- 主演 • 路人
  - SEASON 1（2021年3月27日）
  - SEASON 2（2022年3月20日）
- 直衝青天 第21回－第38回（2021年7月4日 － 12月5日，NHK） - 飾演 福地源一郎
- 被背叛的田川的憂鬱（2021年7月14日 － 9月1日，每日放送） - 主演・田川暢（與堀未央奈雙主演）
- 契×約 ─危險搭檔─（2022年1月13日 － 3月17日，讀賣電視台・日本電視台）- 飾演 英獅郎
- 白飯修行僧（2022年4月9日 － 6月25日，東京電視台） - 飾演 佐藤ぶりあん
- 新・信長公記～同班同學是戰國武將～（2022年7月24日 － 9月25日，日本電視台）- 飾演 上杉謙信
- 因為我爽朗（2023年1月9日 － 2月9日，NHK綜合） - 飾演 山城達也
- 稍微有點紛爭的話我很樂意！（2023年1月15日 － 3月19日，朝日電視台）- 主演・佐京紫織（與矢作穂香雙主演）
- 3年VR組（2023年3月27日，關西電視台） - 飾演 ハヤト
- 我們的餐桌（2023年4月6日 － 6月8日，BS-TBS） - 主演・穗積豐（與飯島寬騎雙主演）
  - 我們的餐桌〜我們的休日〜（2023年6月15日）
- 夫妇崩坏之时（2023年4月8日 － 7月1日，日本電視台）- 飾演 峯田康生
- 穷途末路的我们（2023年6月28日 － 9月13日，東京電視台）- 飾演 夢崎みきお
- 最好的老師（2023年7月15日 － 9月23日，日本電視台）- 飾演 林結起哉
- 這個美好世界 第2話・第5話・第7話（2023年7月27日・8月17日・8月31日，富士電視台） - 飾演 園田
- 最好的學生 第2話－最終話（2023年7月29日 － 9月23日，日本電視台）- 飾演 林結起哉
- 95（2024年4月8日 － 6月10日，東京電視台） - 飾演 堺怜王（Reo）
- 花咲舞不會沉默 第3話（2024年4月27日，日本電視台）  - 飾演 田沼英司
- 傳說頭目翔 第1話（2024年7月19日，朝日電視台） - 飾演 金山大房
- 完美妻子的完美復仇計劃（2024年8月14日 － 10月2日，MBS・TBS） - 主演・雨宮柊斗（與中村百合香雙主演）
- 我鎮上的千葉君。（2024年10月10日 － 12月26日，東京電視台） - 飾演 千葉悠一
- 初次見面，您好，請和我離婚（2024年11月8日 － 12月27日，MBS） - 主演・高嶺正智（與林芽亞里雙主演）
- PJ航空救難團（2025年4月24日 － 6月19日，朝日電視台） - 飾演 東海林勇氣

### 網絡劇
- 假面騎士Build 提昇危險等級的7種最佳配對（2018年2月5日 － 3月12日，東映特攝YouTube Official） - 主演 桐生戰兔 / 假面騎士Build （聲）
- 假面騎士ZI-O 補完計劃 2.5話（2018年9月9日，東映特攝OFFICIAL CLUB） - 飾演 桐生戰兔 / 假面騎士Build （聲）
- 被關注的話就完蛋了（日语：フォローされたら終わり）（2019年10月27日 － 12月15日，AbemaTV） - 飾演 新藤伸信
- 狂賭之淵双（2021年3月26日 － 4月16日，Amazon Prime Video） - 飾演 上下凪
- 酒癖50 第3話（2021年7月29日，AbemaTV） - 飾演 口山憲治
- 金魚妻（2022年2月14日，Netflix）- 飾演 真田颯太
- 白飯修行僧（2022年6月1日，Hikari TV） - 飾演 佐藤ぶりあん
- 減重50公斤的灰姑娘（2022年8月12日，Paravi）- 飾演 富⼠崎宰（與大原優乃雙主演）
- 新・信長公記 外傳（2022年9月11日 － 9月25日，Hulu） - 飾演 上杉謙信
- バツイチ2人は未定な関係〜人生は二択じゃない!編（2023年1月5日，TELASA）- 飾演 牧野
- 稍微有點紛爭的話我很樂意！〜THE 森東編〜（2023年2月25日 － 3月19日，TVer）- 飾演 佐京紫織
- 只想告訴你（2023年3月30日，Netflix） - 飾演 真田徹
- 絕對會變成BL的世界VS絕不想變成BL的男人2024（2024年4月23日、Lemino） - 主演・主人公（沒有名字，會稱之為路人）

### 電影
- 劇場版 假面騎士EX-AID True·Ending（2017年8月5日，東映） - 飾演 葛城巧 / 假面騎士Build （聲）
- 一吻定情 THE MOVIE Part3:求婚篇 (2017年11月25日，伽嘎)  - 飾演 中川武人
- 假面騎士平成Generations FINAL Build & EX-AID with 傳說騎士（2017年12月9日，東映） - 主演 桐生戰兔 / 假面騎士Build （聲）（與飯島寬騎雙主演）
- 劇場版 假面騎士Build Be The One（2018年8月4日，東映） - 主演 桐生戰兔 / 假面騎士Build （聲）
- 假面騎士平成Generations Forever（2018年12月22日，東映） -  主演 桐生戰兔  / 假面騎士Build （聲）（與奧野壯雙主演）
- GOZEN-純戀之劍-（日语：GOZEN-純恋の剣-）（2019年7月5日） - 主演 青山凛之介
- 彼女は夢で踊る（日语：彼女は夢で踊る）（2019年7月15日） - 飾演 木下（青年）
- 碧藍之海劇場版 （2020年8月7日） - 主演 今村耕平（與龍星涼雙主演）
- NO CALL NO LIFE（2021年3月5日） - 飾演 佐倉航佑
- この花咲くや（地區宣傳電影）（2022年3月16日） - 飾演 森園洋平
- 劇場版 マーダー★ミステリー 探偵・斑目瑞男の事件簿 鬼灯村伝説 呪いの血（2024年2月16日） - 飾演 六車聡
- 迷宮裡的魔術師（日语：ブラック・ショーマンと名もなき町の殺人#映画）（2025年9月12日）- 飾演 杉下快斗[4]

### 舞台劇
- 七転抜刀！戸塚宿（2020年1月10日 - 2月26日、シアターコクーン 他)
- 日文:仮面ライダービルド ファイナルステージ＆番組キャストトークショー
- 中文？:假面騎士Build Final Stage And Talk Show
- 日文: サウナーマン ザ・ステージ 〜汗か涙なら問題ない〜（2020年9月4日 - 6日、niconico配信公演） - 飾演イチイ

### Original Video
- TV君超戰鬥DVD 《假面騎士Build 誕生！熊電視！VS假面騎士Grease》（2018年1月） - 主演 桐生戰兔 / 假面騎士Build （聲）
- TV君超戰鬥DVD 《假面騎士Prime Rogue》（2018年10月） - 飾演 桐生戰兔 / 假面騎士Build （聲）
- 《Build NEW WORLD 假面騎士Cross-Z》（2019年4月24日）- 飾演 桐生戰兔 / 假面騎士Build （聲）
- 《Build NEW WORLD 假面騎士Grease》（2019年11月）- 飾演 桐生戰兔 / 假面騎士Build （聲）

### 綜藝節目
- 日曜もアメトーーク! （2017年11月26日、テレビ朝日）
- 犬も食わない （2019年3月13日、日本テレビ）
- ダブルベッド（2019年10月24日 - 2020年3月26日、TBS）
- ポップUP!（2022年4月6日 - 12月21日、富士電視台） - 周三常駐嘉賓
- PokaPoka（2023年1月13日 - 、富士電視台） - 周五常駐嘉賓

### 廣告
- 大塚製藥「Oronamin C」（2018年）

### 短片
- スマイルタウン 平野町（2017年） - 飾演 セイゴ

### 遊戲
- 假面騎士Build -  飾演 假面騎士Build （聲）
  - 假面騎士Buttobasoul（2017年、街機）
  - 假面騎士大亂鬥 GANBARIZING（日语：仮面ライダーバトル ガンバライジング）（2017年、街機）
  - 假面騎士 巔峰戰士（日语：仮面ライダー クライマックスファイターズ）（2017年12月7日、PS4）

### 朗讀劇
- 全員單戀（2015年10月30日、銀座みゆき館劇場）
- Love letters（2018年11月15日、サンシャイン劇場）
- おやすみ王子「林檎」（2023年10月21日、NHK総合）

## 外部連結
- 個人官方網站 （日語）
- 犬飼貴丈的Instagram帳戶
- 個人Youtube 頻道 （页面存档备份，存于）

| 前任： 飯島寬騎 （假面騎士EX-AID） | 日本假面騎士系列主騎士演員 假面騎士Build 2017年9月3日 - 2018年8月26日 | 繼任： 奥野壯 （假面騎士ZI-O） |